# Apia International Sydney 2014
Das Apia International Sydney 2014 ist der Name eines Tennisturniers der WTA Tour 2014 für Damen sowie eines Tennisturniers der ATP World Tour 2014 für Herren, welche zeitgleich vom 3. bis zum 11. Januar 2014 in Sydney stattfinden.

## Herrenturnier
→ Qualifikation: Apia International Sydney 2014/Herren/Qualifikation

## Damenturnier
→ Qualifikation: Apia International Sydney 2014/Damen/Qualifikation